# Aleksander Poncet de Sandon
Aleksander Poncet de Sandon (ur. 21 kwietnia 1895, zm. 10 czerwca 1979) – major dyplomowany artylerii Wojska Polskiego, dyplomata.

## Życiorys
Urodził się 21 kwietnia 1895. Po zakończeniu I wojny światowej wstąpił do Wojska Polskiego. Od 1919 do 1922 służył w Ministerstwie Spraw Wojskowych. 1 czerwca 1921 pełnił służbę w Oddziale I Sztabu MSWojsk., a jego oddziałem macierzystym był 13 pułk artylerii polowej. 3 maja 1922 roku został zweryfikowany w stopniu kapitana ze starszeństwem z dniem 1 czerwca 1919 i 268. lokatą w korpusie oficerów artylerii. W 1923 nadal służył w Oddziale I Sztabu Generalnego. 1 listopada 1924 został przydzielony do macierzystego 13 pułku artylerii polowej w Równem z jednoczesnym odkomenderowaniem na roczny IV Kurs Doszkolenia Wyższej Szkoły Wojennej w Warszawie. 15 października 1925, po ukończeniu kursu i otrzymaniu dyplomu naukowego oficera Sztabu Generalnego, został przydzielony do Oddziału II Sztabu Generalnego. W październiku 1926 został przeniesiony do składu osobowego generała do prac przy Generalnym Inspektorze Sił Zbrojnych, generała brygady Stefana Dąb-Biernackiego.
5 sierpnia 1927, w wieku 33 lat, podjął nieudaną próbę przepłynięcia Zatoki Puckiej z Gdyni na Hel wpław (po około 4 godzinach płynięcia i przebytych 8 kilometrach oficer przerwał próbę z uwagi na niekorzystne warunki atmosferyczne).
W listopadzie 1927 został przeniesiony do 8 pułku artylerii ciężkiej w Toruniu. W 1929 był polskim delegatem na Zgromadzenie Ligi Narodów i w jej ramach został członkiem stałej komisji wojskowej. W składzie przedstawicieli Polski na konferencji rozbrojeniowej w Genewie w lutym 1932 był rzeczoznawcą w komisji lądowej i ekspertem w komisji politycznej. Przed 1932 ukończył studia prawnicze uzyskując tytuł magistra. W 1932 roku pełnił służbę w Sztabie Głównym. Od 19 grudnia 1932 do 1 lutego 1933 pracował w Departamencie Konsularnym Ministerstwa Spraw Zagranicznych jako prowizoryczny radca, oddany do dyspozycji z Ministerstwa Spraw Wojskowych. Z dniem 31 grudnia 1932 został przeniesiony do rezerwy z równoczesnym przeniesieniem do Oficerskiej Kadry Okręgowej Nr I. W 1934 jako oficer rezerwy pozostawał w ewidencji Powiatowej Komendy Uzupełnień Warszawa Miasto III. Nadal posiadał przydział do Oficerskiej Kadry Okręgowej Nr I. Był wówczas w grupie oficerów „przebywających stale zagranicą”.
Z dniem 1 stycznia 1933 został mianowany radcą ministerialnym w VI stopniu służbowym, a od 1 lutego 1933 objął stanowisko prowizorycznego kierownika konsulatu RP w Kiszyniowie z równoczesnym zamianowaniem konsulem w VI stopniu służbowym, zaś od 1 lipca 1933 był etatowym kierownikiem tegoż konsulatu. Funkcję konsula pełnił do 1939.
Podczas II wojny światowej w Wojsku Polskim we Francji zarządzeniem Wodza Naczelnego z dniem 3 maja 1940 został awansowany na stopień majora artylerii.
Zmarł w USA. Pochowany na Mountain View Cemetery w Boulder, Colorado. 

## Ordery i odznaczenia
- Krzyż Kawalerski Orderu Odrodzenia Polski – 2 maja 1923 „w uznaniu zasług, położonych dla Rzeczypospolitej Polskiej na polu administracji wojskowej”[28][6][29][30]
- Krzyż Walecznych dwukrotnie[4][6]
- Srebrny Krzyż Zasługi – 19 marca 1931 „za zasługi na polu organizacji i bezpieczeństwa wojska”[31]
- Medal Pamiątkowy za Wojnę 1918–1921[6]
- Medal Dziesięciolecia Odzyskanej Niepodległości[6]
- Odznaka Pamiątkowa Generalnego Inspektora Sił Zbrojnych – 12 maja 1936
- francuski Order Palm Akademickich[9]
- Oficer Orderu Oranje-Nassau[6]
- francuski Medal Pamiątkowy Wielkiej Wojny[9][6]
- Medal Zwycięstwa[9][6]